# マイ・フェイヴァリット・ゲーム
「マイ・フェイヴァリット・ゲーム」(My Favourite Game) は、スウェーデンのバンド、カーディガンズが1998年に発表した楽曲。アルバム『グラン・トゥーリスモ』（1998年）からの先行シングルとしてリリースされた。

## 背景
プロデューサーのトーレ・ヨハンソンによれば、当初はニール・ヤングの曲「ハーヴェスト」のようにスローなシャッフルをイメージしていたが、ドラムスを録ってみると退屈に感じられたため、「もっとロックっぽい感じでやってみることにした」という。レコーディングは、まず2インチのアナログ・テープでドラムスのトラックを録音し、ハイハットのループやドラム・ロールをオーヴァーダブして、その後ドラムスのパートをPro Toolsに移して編集し、残りのパートもPro Toolsで録音された。ヨハンソンは、ドラムスの音についてはアナログ・テープによるコンプレッションを好んでいるが、一方でギターについては「後でアンプを選べるように、ギターをそのままPro Toolsに録音した」とのことである。
スウェーデン盤シングルのカップリング曲「ウォー」は、スタジオ・アルバム未収録曲。トーレ・ヨハンソンがプロデュースした「ファースト・トライ」と呼ばれるヴァージョンと、ピーター・コリンズがプロデュースしたヴァージョンがあり、前者は本作に先行してコンピレーション・アルバム『ジ・アザー・サイド・オブ・ザ・ムーン』（1997年）で発表された。なお、「ウォー」は1999年公開の映画『恋のからさわぎ』のサウンドトラックで使用されている。

## ミュージック・ビデオ
ミュージック・ビデオはジョナス・アカーランドが監督し、アメリカのモハーヴェ砂漠で撮影された。ビデオではニーナ・パーションがキャデラック・エルドラドに乗っているが、パーションによれば、あまりの暑さに車も熱を持っていたため、本人はトラックの中で運転する演技をしており、車の全体が写るシーンではスタント・ウーマンが運転したという。また、ケイン・ホッダーがスタント・マンの一人としてゲスト参加した。
このビデオは4種類のエンディングが撮影され、いずれも最後はパーションが自動車事故に遭うが、彼女が死ぬもの、命は取りとめたものの飛んできた石が頭に当たるもの、無傷で歩き去るもの、そして生首が舗装道路に落ちるものがある。1999年にリリースされたエンハンストCDシングル「Erase/Rewind」には、これら4ヴァージョンがボーナス・コンテンツとして収録されている。なお、危険運転の描写を問題視したMTV UKは、この曲のミュージック・ビデオ自体を放送禁止に指定し、イギリスでは最終的に、危険運転や事故のシーンを除去した検閲ヴァージョンが放映された。

## 反響
母国スウェーデンでは1998年9月24日付のシングル・チャートで初登場21位となり、その後8週連続でトップ10入りして最高3位を記録。全英シングルチャートでは18週チャート圏内に入り、最高14位を記録した。オランダのシングル・チャートでは15位に達し、同国においてバンド唯一のトップ20ヒットとなった。アメリカでは総合チャートのBillboard Hot 100には入らなかったが、『ビルボード』のモダン・ロック・チャートでは16位に達した。

## 他メディアでの使用例
「マイ・フェイヴァリット・ゲーム」は、『ヌーヴェル・イヴ』（1999年公開）、『ボディ・ショット』（1999年公開）といった映画のサウンドトラックで使用された。また、テレビ東京のバラエティ番組『ASAYAN』や、1999年のコンピュータゲーム『グランツーリスモ2』でも使用されている。